# سیدلر، زنگلان
سیدلر ( ترکی آذربایجانی: Seyidlər) یک منطقه مسکونی در جمهوری آرتساخ است که در استان کاشاتاق واقع شده است.